# Vinogradar Labdarúgó-egyesület
A Vinogradar Labdarúgó-egyesület (szerbül: Фудбалски клуб Виноградар, horvátul: Fudbalski klub Vinogradar) vajdasági labdarúgó egyesület Hajdújáráson. Jelenleg a szerb labdarúgó-bajnokság utolsó osztályában szerepel.

## Csapat története

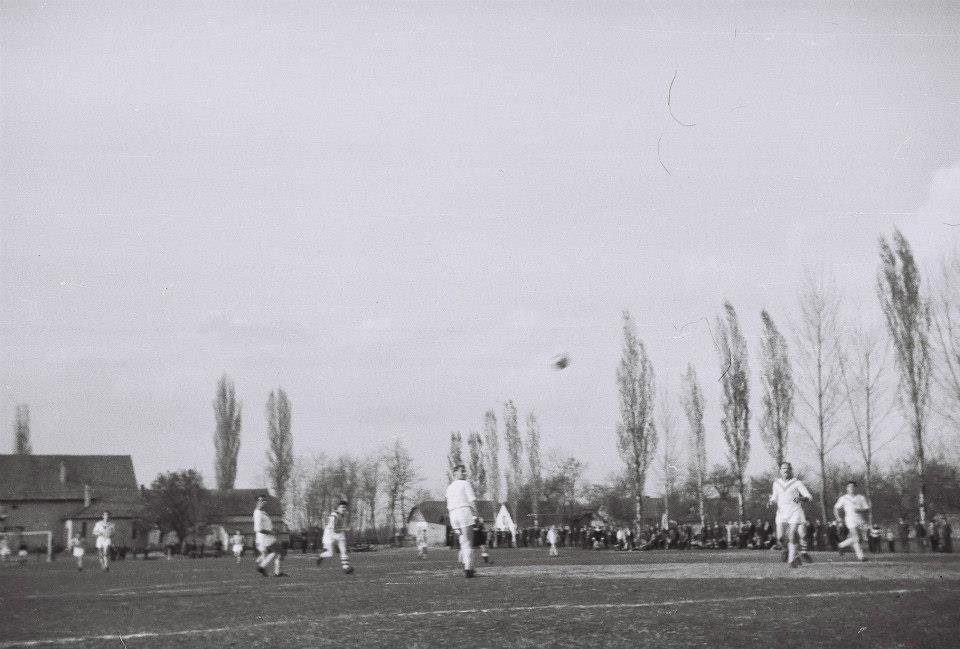
Mérkőzés 1977 előttről

A Vinogradar Labdarúgó-egyesület 1946. június 15-én alakult Királyhalmán azzal a céllal, hogy összegyűjtse a labdarúgást kedvelő fiatalokat. Az első sportmunkások a klubban Sztipity Julije elnök és Heinrich Kálmán titkár voltak. 1947 őszén megalakult klub átköltözött Hajdújárásra mivel a játékosok többségének lakhelye ott volt.

## Klubszínek, címer és mottó
A klub alakulásakor a csapat színe kék-fehér volt. Az egyesület átköltözésekor változtak a színek zöld-fehérre, amik a mai napig a klub hivatalos színei.
A címer kör alapú, közepén egy szőlőlevél, melyben egy focilabda található. Felette az „F.K. VINOGRADAR” felirat, alatta pedig a település neve, „HAJDUKOVO”. Balról a klub alapításának dátuma 1947, jobbról pedig az aktuális év helyezkedik. Az egészet körül öleli egy babérkoszorú melynek az alján a klub életkora található.
A klub mottója a #footballfamily.

## Eredmények
| Liga megnevezése                | Időszak   |
| ------------------------------- | --------- |
| Szabadkai Községi liga          | 1947-1969 |
| Szabadkai Körzeti liga          | 1969-1971 |
| Bácskai liga – északi csoport   | 1971-1973 |
| Szabadkai Körzeti liga          | 1973-1980 |
| Szabadkai Községi liga          | 1980-1987 |
| Szabadkai Körzeti liga          | 1987-1990 |
| Szabadkai Községi liga          | 1990-1991 |
| Szabadkai Körzeti liga          | 1991-2000 |
| Vajdasági liga – északi csoport | 2000-2002 |
| Vajdasági Premier liga          | 2002-2003 |
| Szabadkai Körzeti liga          | 2003-2004 |
| Vajdasági liga – északi csoport | 2004-2007 |
| Szabadkai Körzeti liga          | 2007-2019 |
| Szabadkai Községi liga          | 2019-     |

### Nemzetközi mérkőzések
| Dátum               | Mérkőzés                       | Ország       | Eredmény |
| ------------------- | ------------------------------ | ------------ | -------- |
| 2013. február 16.   | Vinogradar - Bordány SK        | Magyarország | 6:1      |
| 2013. március 30.   | Szeged 2011 - Vinogradar       | Magyarország | 3:0      |
| 2013. május         | Vinogradar - Szeged 2011       | Magyarország | 0:5      |
| 2013. május         | Bordány SK - Vinogradar        | Magyarország | 0:2      |
| 2014. február       | Vinogradar - Tompa SE          | Magyarország | 3:3      |
| 2015. július 25.    | Nemesapáti SE - Vinogradar     | Magyarország | 2:1      |
| 2017. február 17.   | Kelebiai Sportkör - Vinogradar | Magyarország | 4:1      |
| 2017. augusztus 12. | Bordány SK - Vinogradar        | Magyarország |          |

A klub játékosai többször is részt vettek az Újszászon megrendezésre kerülő Újszász-kupa elnevezésű, nemzetközi teremlabdarúgó-tornán.

### Eredmények 2007/2017 között
| Szezon    | Liga                   | Helyezés | Pont    |
| --------- | ---------------------- | -------- | ------- |
| 2007/2008 | Szabadkai Körzeti liga | 4. hely  | 52 pont |
| 2008/2009 | Szabadkai Körzeti liga | 7. hely  | 46 pont |
| 2009/2010 | Szabadkai Körzeti liga | 8. hely  | 38 pont |
| 2010/2011 | Szabadkai Körzeti liga | 6. hely  | 45 pont |
| 2011/2012 | Szabadkai Körzeti liga | 3. hely  | 53 pont |
| 2012/2013 | Szabadkai Körzeti liga | 8. hely  | 42 pont |
| 2013/2014 | Szabadkai Körzeti liga | 7. hely  | 43 pont |
| 2014/2015 | Szabadkai Körzeti liga | 1. hely  | 64 pont |
| 2015/2016 | Szabadkai Körzeti liga | 3. hely  | 53 pont |
| 2016/2017 | Szabadkai Körzeti liga | 14. hely | 36 pont |

### Eredmények 2017/2027 között
Covid19-koronavírus-járvány miatt a 2019/2020 szezon félbe szakadt. A 14. forduló után 6 győzelemmel 2 döntetlennel és 4 vereséggel a tabella ötödik helyén állt a csapat.
| Szezon    | Liga                   | Helyezés    | Pont    |
| --------- | ---------------------- | ----------- | ------- |
| 2017/2018 | Szabadkai Körzeti liga | 5. helyezés | 46 pont |
| 2018/2019 | Szabadkai Körzeti liga | 7. helyezés | 39 pont |
| 2019/2020 | Szabadkai Községi liga | 5. hely     | 20 pont |
| 2020/2021 | Szabadkai Községi liga | 1. hely     | 51 pont |

## Játékosok
A klub a legnagyobb sikereket az 1998-2003 közötti időszakban érte el, mikor a csapatban a következő játékosok játszottak:
Szalai Viktor, Bosnjak Ivica, Latyák Lóránt, Bosnjak Igor, Čučković Jovica, Somogyi Rudolf, Pilisi Zsolt, Guljaš Mišo, Antunović Saša, Kečenović Miomir, Petrović Saša, Takács Attila és Jelić Zoran.

### Ismertebb játékosok
| Játékos neve      | Poszt  | Klubok                                                              |
| ----------------- | ------ | ------------------------------------------------------------------- |
| Čučković Nedeljko |        | FK Spartak, Radnički-Niš                                            |
| Magyar László     |        | OFK Beograd                                                         |
| Dragan Šelić      |        | Vajdasági válogatott                                                |
| Szabados Attila   | Csatár | FK Spartak, MTK Budapest, DVTK, Vasas SC, Pécsi Mecsek FC, Paksi SE |
| Takács Tamás      | Csatár | OFK Beograd, DVTK, DVSC                                             |
| Takács Kornél     | Csatár | FC Dabas                                                            |

## Edzők
A klub első edzője Heinrich Kálmán volt, aki 1945-1946-ban edzősködött.
A klub sikeresebb edzői: Tapiska Antal, Feró Lajos, Vrana Dejan, Ábrahám József, Borucki József, Stefanović-Stef Radivoj, Ljiljak Dragoljub, Čučković Jovica, de ugyan ugy meg kell emliteni a tobbi edzot is aki reszt vett a klub eleteben mint: Sivić Tomislav, Mandić Zoran, Carek Mirko, Majer Zlatko, Rajić Dragutin, Dulić Josip, Kaurin Srđan, Rajović Milutin.
Utánpótlás edzők: Varga János, Ábrahám Tibor, Takács Károly, Konakov Tihomir, Nagy Torma Ricsárd, Kakas Gábor, Krisztin Gábor, Engi Viktor, Nágel Csaba.

### Jelenlegi edzők
| Edző neve                                 | Edzett korosztály           |
| ----------------------------------------- | --------------------------- |
| szakmai stáb vezeti, az utód kinevezéséig | első csapat                 |
| Kmec Andor                                | U19, U17                    |
| Szalai Viktor                             | U15                         |
| Tesity Ervin                              | U11 és fiatalabb generációk |
| Krisztin Gábor                            | U11 és fiatalabb generációk |

## Elnökök
| Elnökök              | Időszak   |
| -------------------- | --------- |
| dr. Đorđević Jovan   | 1947-1948 |
| Heinrich Kálmán      | 1948-1949 |
| Vojnić Aleksandar    | 1950-1962 |
| Mulina Veljko        | 1963-1964 |
| Lőrinc istván        | 1965-1983 |
| Péity Károly         | 1983-1984 |
| Jurity János         | 1984-1990 |
| Kukli József         | 1991-1993 |
| Bognár László        | 1993-1996 |
| Jurity János         | 1997-1998 |
| Nágel János          | 1998-2004 |
| Kljaić Ivan          | 2004-2006 |
| Haskó István         | 2006-2017 |
| Nágel János          | 2017-2018 |
| Bašić Palković Lajčo | 2018-2021 |
| Latyák Lóránt        | 2021-     |

## Aktuális vezetőség
2021-ben a szurkolók akarata megvalósult, helyi emberek kerültek a vezetőség élére. Az elnökségi tagok: Bajht Ferenc, Bicskei István, Dragan Vignjević, Kovács Péter, Latyák Lóránt (klubelnök), Pejić Bojan, Tóth Tibor, Tóth Ottó, Varga Zsolt, a közgyűlés elnöke pedig Sövény Rudolf.

## Szurkolók
2014-ben maroknyi helyi fiatal megalakította a Green Army nevű szurkolótábort, melynek célja a csapat támogatása volt. Évekig szervezett szurkolás nem történt a lelátón, erre 2016-ban került csak sor. 2018-ban megszűnt a szervezett szurkolás, a Green Army viszont tovább működik, mint helyi ifjúsági szervezet. 2021-től az új vezetőség kiemelt figyelmet fordít a nézők visszacsábítására.

## Létesítmény
Kezdetben a csapat egy pályával rendelkezett, mely észak-dél fekvésű volt, ezt a pályát 29 évig használták.
Két füves pálya található a sporttelepen, egy fő pálya a mérkőzések számára és egy edzőpálya az edzések és rekreációs futball számára. 2022-ben kezdetét veszi a műfüves pálya építése, mely a Topolyai SC támogatásával valósít meg a klub. A fő pálya mellett egy több mint 300 férőhelyes lelátó helyezkedik, mely 1987-ben épült és 1998-ban le lett fedve.